# Валенсия, Захид
Захид Валенсия (англ. Zahid Valencia; 1 октября 1999, Беллфлауэр, Калифорния, США) — американский борец вольного стиля, призёр чемпионата мира, победитель Панамериканского чемпионата, обладатель Кубка мира в команде. Также занимался студенческой борьбой в США.

## Карьера
11 июля 2015 года в Мадриде на международном турнире «Гран-при Испании» в финале уступил хозяину ковра Таймуразу Фриеву, став серебряным призёром. 20 мая 2016 года в Нью-Йорке, на площади Таймс-сквер, участвовал в шоу «Битва на улицах», в котором в разделе юниоры уступил Моджтабе Голейджу из Ирана. 2 августа 2017 года финском Тампере в финале Первенства мира среди юниоров уступил Артуру Найфонову из России, завоевав серебряную медаль. В мае 2018 года принимал участие в отборочных состязания к чемпионату мира в Будапеште. В декабре 2019 в городе Форт-Уэрте штата Техас одержал победу на предварительном квалификационном турнире за право выступить в составе сборной США на Олимпийских играх в Токио. 18 января 2020 года в Риме, одолев в финала соотечественника Алекса Дирингера победил на международном рейтинговый турнир «Маттео Пелликоне». Однако, в феврале 2020 года его результат аннулировали из-за употребление наркотиков, также он был дисквалифицирован на полгода. В середине ноября 2020 года в городе Остин штата Техас, участвовал в борцовском шоу, в котором проиграл Джордану Барроузу. 16 января 2021 года в Ницце, победив в схватке за 3 место грузина Давида Марсагишвили, завоевал бронзовую медаль Гран-При Франции – Мемориала Анри Деглана. В начале марта 2021 года в Риме, победив в финале Марка Холла из США, стал победителем Мемориала Маттео Пелликоне. В начале апреля 2021 года в городе Форт-Уэрт на смог выйти в финал на отборочном турнире за место в олимпийскую сборную США. 29 января 2022 года в Красноярске на Международном турнире памяти Ивана Ярыгина в полуфинале уступил россиянину Амануле Расулову, а в схватке за 3 место одолел Омара Зияудинова из России, завоевав бронзовую медаль. 13 февраля 2022 года в штате Техас, городе Арлингтон, в составе сборной США принимал участие в международной матчевой встрече против сборной мира, в которой поборол Ноэля Торреса из Мексики. В мае 2022 года в мексиканском Акапулько, победив в финале Лазаро Эрнандеса из Кубы, стал победителем Панамериканского чемпионата.  В мае 2022 года в городе Коралвилл штата Айова вышел в финал и получил право оспаривать путевку от США на чемпионат мира. 8 июня 2022 года в Нью-Йорке в финале турнира Final X, за право выступить в составе сборной США насентябрьском чемпионате мира в Белграде, дважды уступил Дэвида Тейлора. В декабре 2022 года в Коралвилле в составе сборной США стал обладателем Кубка мира. 1 февраля 2023 года, победив в схватке за 3 место Майлза Амина из Сан-Марино, ста бронзовым турниром рейтингового турнира UWW - «Загреб-Опен». 26 февраля 2023 года в египетской Александрии в финале рейтинговом турнире «Ибрагим Мустафа», уступив в финале украинцу Василию Михайлову, заняв второе место. В середине июня 2023 года в Ньюарке (штат Нью-Джерси) дважды победив Майкл Маккиавелло получил право представлять США на чемпионате мира в Белграде. 13 июля 2023 года в Будапеште, одолев в финале Мэтью Файнсилвер из Израиля, одержал победу на международном рейтинговом турнире «Имре Пойяк». 18 сентября 2023 года в Белграде, победив в схватке за 3 место японца Араша Йошиду, стал обладателем бронзовой медали чемпионата мира.

## Достижения
- Первенство мира по борьбе среди юниоров 2017 — ;
- Панамериканский чемпионат по борьбе 2022 — ;
- Кубок мира по вольной борьбе 2022 (команда) — ;
- Чемпионат мира по борьбе 2023 — ;
- Панамериканский чемпионат по борьбе 2025 — ;